# 2005年納斯達克100公開賽
2005年邁阿密大師賽于2005年3月21日至4月3日在美國邁阿密舉行，又稱2005年纳斯达克100公开赛，為第21屆賽事，在ATP為大師系列賽之一，在WTA為一級錦標賽，這是一項男女合辦的賽事，舉辦於克蘭登公園網球中心。

## 冠軍

### 男子單打
羅傑·費德勒 擊敗  拉斐爾·納達爾（2–6, 64–7, 7–65, 6–3, 6–1）
- 這是費德勒職業生涯第27個單打冠軍。

### 女子單打
金·克莱斯特尔斯 擊敗  玛丽亚·莎拉波娃（6–3, 7–5）
- 這是克莱斯特尔斯職業生涯第23個單打冠軍。

### 男子雙打
約納斯·比約克曼 /  马克斯·米尔内

### 女子雙打
斯维特拉娜·库兹涅佐娃 /  艾丽西亚·莫利克

## 外部連結
- 官方網址